# Partyzanśke (rejon symferopolski)
Partyzanśke (ukr. Партизанське, ros. Партизанское, Partizanskoje) – wieś na Ukrainie, w Autonomicznej Republice Krymu (de iure stanowiącej integralną część państwa ukraińskiego, w 2014 anektowanej przez Rosję i odtąd funkcjonującej jako Republika Krymu), w rejonie symferopolskim. W 2001 liczyła 2018 mieszkańców, wśród których 73 wskazało jako ojczysty język ukraiński, 1440 rosyjski, 489 krymskotatarski, 15 inny, a 1 osoba się nie zadeklarowała. Według spisu ludności przeprowadzonego przez okupacyjne władze rosyjskie populacja wsi w 2014 wynosiła 2079 osób.